# 島津一郎
島津 一郎（しまづ いちろう、1921年5月 - 2007年1月29日）は、日本の法学者。専門は民法、家族法。学位は法学博士（東北大学・1962年）。一橋大学名誉教授。中川善之助門下。弟子に奥山恭子（横浜国立大学名誉教授）、許末恵（青山学院大学教授）など。

## 来歴・人物
横浜市生まれ。1934年3月埼玉県立師範学校附属小学校（埼玉大学教育学部附属小学校の前身）卒業、1941年武蔵高等学校（旧制）（武蔵中学校・高等学校の前身）卒業、1943年東北帝国大学法文学部法科第1類卒業。1962年東北大学より法学博士の学位を取得。
1943年東北大学法文学部助手。1945年召集により富山連隊入隊。1949年助手論文「社会家族と自然家族」を書き、新設の金沢大学法文学部の法科の助教授に就任。このとき金沢大学法科の教員は島津と松岡修太郎（憲法学者、元京城帝国大学教授）の2人により始められたが、後に着任した「進歩的」な教授らにより島津の排斥運動が起こり、北國新聞に「去るべき」という記事が掲載されるに至る。1955年千葉大学文理学部助教授に就任、1964年千葉大学文理学部教授に就任。千葉大学では長谷川理衛（国際私法学者、元京城帝国大学・金沢大学教授）と2人で法科建設に努め、1967年に人文学部法経学科を設立、千葉大学人文学部法経学科教授就任。1967年から一橋大学法学部非常勤講師。1969年から1970年までイェール大学ロースクールに留学しジョセフ・ゴールドスティンに師事。帰国後1970年から1980年ごろまで如水会館で東京大学医学部精神衛生教室の逸見武光教授ら及び家庭裁判所調査官らとともに研究会を開催。1970年一橋大学法学部教授併任。
1971年4月、長らく民法の専任教員が好美清光1名しかいなかった一橋大学法学部の教授に、川井健とともに就任。1973年から1978年まで一橋大学評議員、1976年から1978年まで一橋大学法学部長。1985年一橋大学を停年退官し一橋大学から名誉教授の称号を受ける。1985年創価大学法学部教授就任。同年弁護士登録。また1971年から東京家庭裁判所参与員、1976年から1980年まで法務省法制審議会民法部会委員、1976年から1978年まで日本私法学会理事、1977年から日米法学会評議員、1977年から1982年まで国際家族法学会（ISFL）理事、1982年国際家族法学会副会長、1984年日本家族〈社会と法〉学会理事長。1997年叙勲二等授瑞宝章。2007年1月29日肺炎のため死去。享年86。墓所は雑司ヶ谷霊園。
門下に奥山恭子（横浜国立大学名誉教授）、許末恵（青山学院大学教授）など。